# مالكوم لانج
مالكوم لانج (بالإنجليزية: Malcolm Lange)‏ هو دراج على المضمار جنوب أفريقي، ولد في 22 نوفمبر 1973 في جوهانسبرغ في جنوب أفريقيا.

## وصلات خارجية
- مالكوم لانج على موقع الاتحاد الدولي للدراجات (الإنجليزية)
- مالكوم لانج على موقع أرشيف الدراجات (الإنجليزية)
- مالكوم لانج على موقع إحصائيات الدراجات الإحترافية (الإنجليزية)
- مالكوم لانج على موقع نسبة الدراجات (الإنجليزية)
- مالكوم لانج على موقع أوليمبيديا (الإنجليزية)
- مالكوم لانج على موقع اتحاد ألعاب الكومنولث (مؤرشف) (الإنجليزية)